# Scaptia
Scaptia är ett släkte av tvåvingar. Scaptia ingår i familjen bromsar.

## Bildgalleri

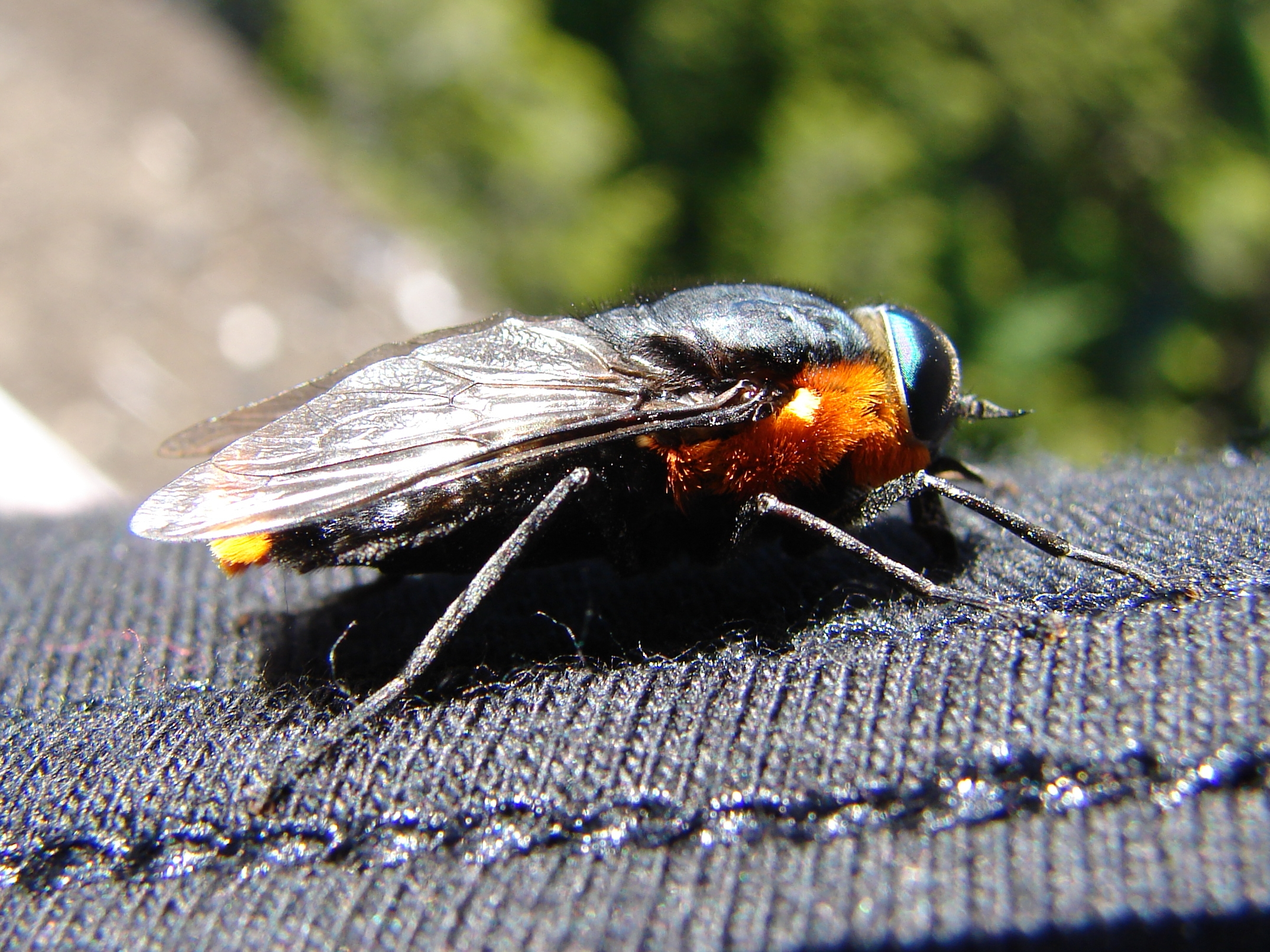
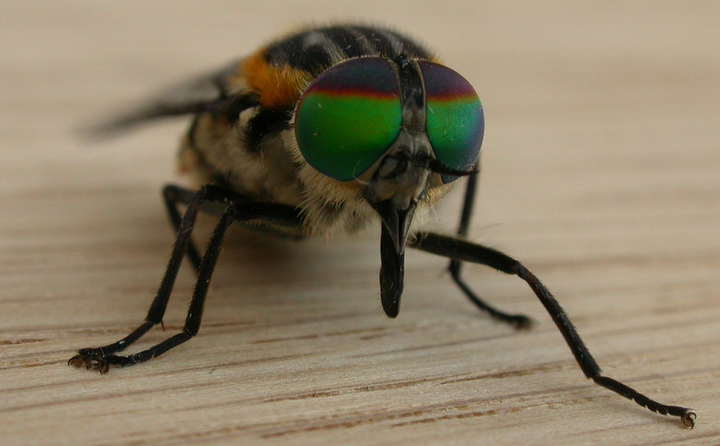

## Dottertaxa tillScaptia, i alfabetisk ordning[1]
- Scaptia abdominalis
- Scaptia abdominosa
- Scaptia adrel
- Scaptia albibarba
- Scaptia albifrons
- Scaptia albithorax
- Scaptia alpina
- Scaptia anomala
- Scaptia atra
- Scaptia auranticula
- Scaptia aurata
- Scaptia aureohirta
- Scaptia aureonigra
- Scaptia aureopygia
- Scaptia aureovestita
- Scaptia auriflua
- Scaptia aurinotum
- Scaptia auripilosa
- Scaptia auripleura
- Scaptia bancrofti
- Scaptia barbara
- Scaptia bernhardi
- Scaptia berylensis
- Scaptia bicolorata
- Scaptia binotata
- Scaptia brevipalpis
- Scaptia brevirostris
- Scaptia calabyi
- Scaptia caliginosa
- Scaptia calliphora
- Scaptia chekiangensis
- Scaptia cinerea
- Scaptia clavata
- Scaptia clelandi
- Scaptia collaris
- Scaptia concolor
- Scaptia divisa
- Scaptia dorsoguttata
- Scaptia fenestrata
- Scaptia flavibarbis
- Scaptia flavipes
- Scaptia floccosa
- Scaptia fulgida
- Scaptia gemina
- Scaptia georgii
- Scaptia gibbula
- Scaptia grisea
- Scaptia guttata
- Scaptia guttipennis
- Scaptia hardyi
- Scaptia hibernus
- Scaptia horrens
- Scaptia ianthina
- Scaptia inopinata
- Scaptia insularis
- Scaptia jacksonii
- Scaptia jaksoniensis
- Scaptia lasiophthalma
- Scaptia lata
- Scaptia latipalpis
- Scaptia leonina
- Scaptia lerda
- Scaptia longipennis
- Scaptia macquarti
- Scaptia maculiventris
- Scaptia media
- Scaptia milleri
- Scaptia minuscula
- Scaptia molesta
- Scaptia montana
- Scaptia monticola
- Scaptia muscula
- Scaptia neoconcolor
- Scaptia neotricolor
- Scaptia nigerrima
- Scaptia nigribella
- Scaptia nigroapicalis
- Scaptia nigrocincta
- Scaptia norrisi
- Scaptia novaeguineensis
- Scaptia occidentalis
- Scaptia olivaceiventris
- Scaptia orba
- Scaptia orientalis
- Scaptia pallida
- Scaptia patula
- Scaptia pictipennis
- Scaptia plana
- Scaptia pulchra
- Scaptia quadrimacula
- Scaptia regisgeorgii
- Scaptia ricardoae
- Scaptia roei
- Scaptia rubriventris
- Scaptia rufa
- Scaptia rufonigra
- Scaptia seminigra
- Scaptia senegalensis
- Scaptia similis
- Scaptia singularis
- Scaptia stictica
- Scaptia subappendiculata
- Scaptia subcana
- Scaptia subcinerea
- Scaptia subcontigua
- Scaptia sublata
- Scaptia taylori
- Scaptia testacea
- Scaptia testaceomaculata
- Scaptia tricolor
- Scaptia unilineata
- Scaptia walkeri
- Scaptia varia
- Scaptia vertebrata
- Scaptia vicina
- Scaptia violacea
- Scaptia viridiventris
- Scaptia vittata
- Scaptia xanthopilis